# Amos A. Ebersole
Amos A. Ebersole (ur. 4 września 1869 w Sterling, zm. 8 maja 1943 w Pinellas) – amerykański działacz YMCA, sekretarz YMCA War Prisoner Aid na terenie Austro-Węgier podczas I wojny światowej organizator struktur YMCA w Narwie, Berlinie i Łodzi.

## Życiorys
Przed I wojną światową Ebersole uzyskał stopień Bachelor of Arts, Philosophy, Science, and Education na University of Chicago oraz pracował jako zastępca pastora w kościele Central Union w Honolulu i był sekretarzem YMCA College. W 1916 zgłosił się na ochotnika jako amerykański sekretarz YMCA War Prisoner Aid (YMCA WPA) i wyjechał do Austrio-Węgier w ramach pomocy jeńcom wojennym.
W październiku 1916 przejął akcję pomocy jeńcom w Braunau am Inn oraz założył akcję pomocową w Grödig. Od stycznia 1917 działał również w Aschbach i Marchtrenck. W kwietniu 1917 wraz z innymi amerykańskimi sekretarzami YMCA opuścił Europę, ze względu na zerwanie stosunków dyplomatycznych przez prezydenta Woodrow Wilsona pomiędzy Stanami Zjednoczonymi a Austro-Węgrami.
Ponownie w działalność YMCA WPA zaangażował się w grudniu 1920, wraz z Herbertem S. Gottem i Charlesem Seitzem, uczestniczył w pomocy uchodźcom i jeńcom wojennym w Narwie. Ich działalność doprowadziła do utworzenia estońskiej komórki YMCA.
Na początku lat 20. XX w. był zaangażowany wraz z Fiodorem Pianovem w rozwój rosyjskiego duszpasterstwa w Berlinie, gdzie działał do 1922 roku. W czerwcu 1923 przybył do Łodzi, zostając nowym dyrektorem łódzkiego oddziału YMCA, zastępując na stanowisku Artura Kenta Griffina. W Łodzi był zaangażowany m.in. w działalność konwersacyjnego klubu angielskiego. Na stanowisku dyrektora oddziału w Łodzi przebywał do 1926 roku. Po powrocie do Stanów Zjednoczonych prowadził odczyty nt. Polski. Za swoją działalność został w 1926 odznaczony Złotym Krzyżem Zasługi.
Po powrocie do Stanów Zjednoczonych był także zaangażowany w działalność w YMCA w Chicago, a następnie pracował jako doradca na Uniwersytecie Hawajskim w latach 40. XX w. zamieszkał w Oberlin i pracował w Oberlin College.

### Życie prywatne
Był synem Abrahama Burkholder Ebersole (ur. 1824) i Anny Rutt (ur. 1827). Jego żoną była Bertha Thummel (ur. 1871). Miał z nią Trzech synów, m.in. Harolda Leona (ur. 1899) i Raymonda Arthura (ur. 1901).

## Odznaczenia
- Złoty Krzyż Zasługi (1926)[9][10][11].